# Erdite
L'erdite è un minerale.